# درون‌ستونچه

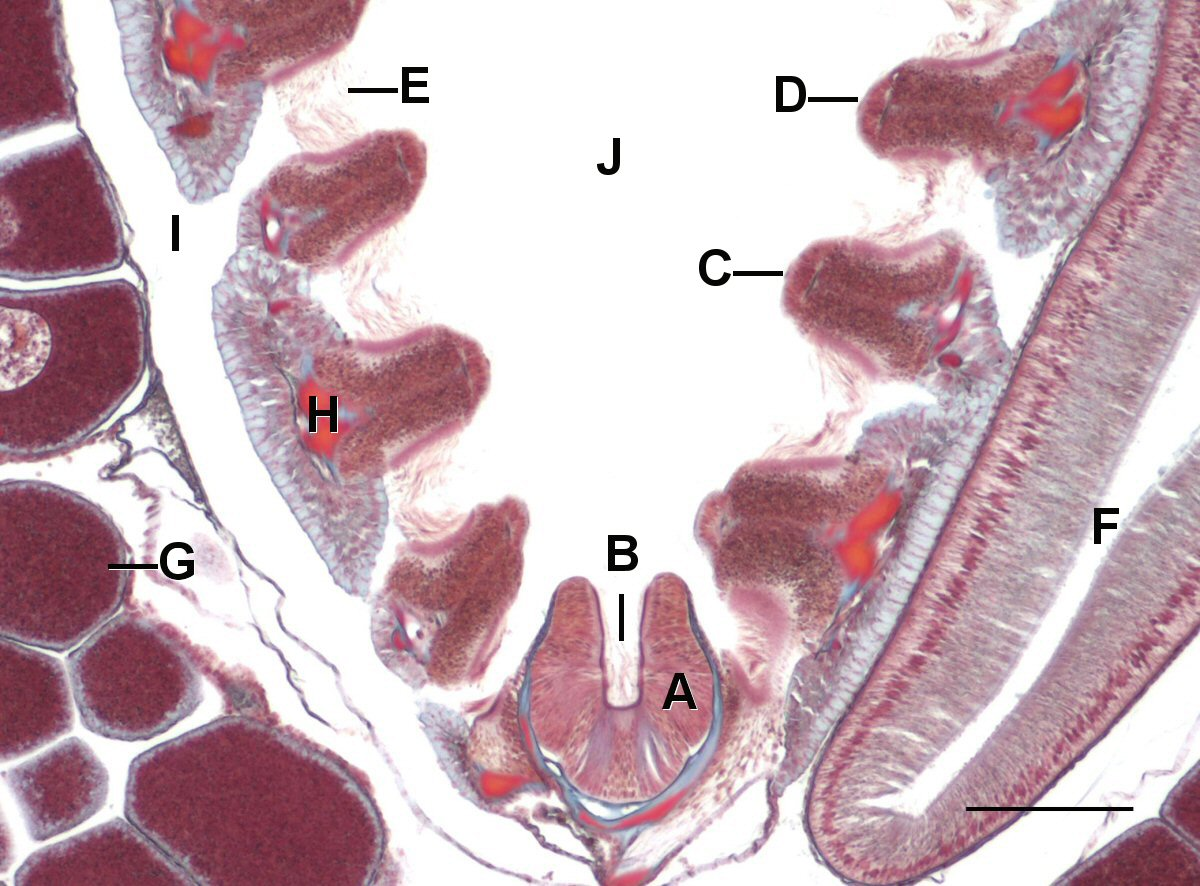
برش عرضی از ناحیه شکمی و حلقی

درون‌ستونچه‌ها (endostyle) یک جفت شیار طولی مژک‌دار هستند که از حفره گلوگاهی طنابداران هستند که مخاط ترشح می‌کنند تا ذرات خوردنی را به دام بیندازند. این شیارها در آب‌دزدک‌های دریایی و نیزک‌ها و لارو دهان‌گردماهی یافت می‌شود. درون‌ستونچه به انتقال غذا به مری یاری می‌رساند.
درون ستونچه‌های لاروهای دهان‌گردماهی‌ها در زمان بلوغ دیگرگون شده و تبدیل به غده تیروئید می‌شوند به همین خاطر درون‌ستونچه را عضو هم‌ساخت با غده تیروئید در مهره‌داران دانسته‌اند.